# Eschatologie juive
L'eschatologie juive est un rameau de la pensée juive s'intéressant à la destinée finale du peuple juif, et du monde en général. Selon la plupart des croyances relatives à ce sujet, la fin des jours (hébreu אחרית הימים a'harit hayamim) se caractérise par la venue du Messie, se déroule en plusieurs étapes, et s'achève sur le triomphe de Dieu et celui de son peuple, les enfants d'Israël.
La destinée des individus, censés ressusciter à la venue du Messie, y est également évoquée, mais à titre secondaire, malgré les nombreuses interrogations que le fait suscite.
Cette vision eschatologique sous-tend tout entière le sens de l'histoire d'Israël, et de l'humanité, dans la Bible. Elle trouve sa plus grande expression chez les prophètes, qui prédisent le jour de YHWH : en ce jour redoutable, YHWH visitera la terre pour juger les individus. Cependant, à la venue du Messie, un règne glorieux commence pour ne plus s'achever.

## L'eschatologie juive dans la Bible hébraïque
La Torah commence dans une idyllique création de l'homme, qui se conclut par son expulsion du jardin d'Eden et la perte de son ascendant sur les créatures terrestres. La descendance du fils de l'homme créé à son image, donc à celle de Dieu, échoue et déchoit à son tour, si bien que Dieu décide de faire venir un cataclysme sur la terre pour effacer l'humanité. Les uniques survivants du déluge sont cependant à peine meilleurs, et leurs descendants ne tardent pas à provoquer la visite de Dieu en érigeant une tour désignée pour atteindre les cieux. Cependant, dès les germes de l'histoire des Hébreux, donc de la lignée d'Israël, il est annoncé à Abram que par lui seront bénies toutes les nations du monde. Abram, qui deviendra Abraham, a deux fils, mais seul Isaac est nommé « descendance » et de même seul Jacob est appelé « descendance. » D'autres « prophéties » émaillent le récit des patriarches. De même, la législation mosaïque a plus ou moins explicitement en vue la relation entre Israël et les nations, et la prééminence finale de la première sur les dernières.
La Fin des Jours est traditionnellement divisée en un nombre d'époques successives :
- Hevlei Hamashia'h et Ikveta deMeshi'ha (prodromes messianiques). C'est une ère de souffrances mondiales, dans laquelle s'inscrit notamment la guerre de Gog et Magog, prophétisée par Zacharie et Ezéchiel.
- Retour du prophète Élie, qui amène le Messie,
- les Temps Messianiques: il s'agit de l'étape la plus importante, au point d'être souvent confondue avec le processus entier.
  - T'hiyat hamètim (Résurrection des morts)
  - Yom HaDin (Jour du jugement)
  - Établissement du Olam haba (monde à venir) pour l'éternité.

## Les Temps messianiques
Durant les Temps messianiques, qui marquent la fin de ce monde, règne un Roi issu de la lignée de David, qui sauve Israël de l'exil, et le conduit dans les voies de la Torah, que reconnaissent aussi les nations, ce qui conduit à la paix universelle.
Entre autres questions dont discutent les Sages figurent celles de savoir si la Loi de la Torah sera allégée pour les nations converties (circoncision, Shabbat, lois alimentaires... ) et quelle spécificité le peuple Juif conservera au milieu des nations.

Se produiront ensuite la résurrection des morts et l'avènement du monde à venir.
Cette spéculation juive est comprise comme foi et croyance par Paul de Tarse et l'eschatologie chrétienne.

### Origines et évolutions d'une croyance
La Torah elle-même ne parle pas du Messie, excepté en deux endroits, où il n'est pas nommé : 
- dans le 30e chapitre du Deutéronome, où il est question d'un rassemblement de toutes les tribus depuis l'exil ;
- dans le Livre des Nombres (24:14-19), où le prophète Balaam prophétise la venue d'une étoile (que la Septante traduit par « un homme ») sortant de Jacob, qui dominera Édom et Séir.

Les premières prophéties à caractère franchement messianique apparaissent après le règne des Rois David et Salomon. Depuis ce qui a été vécu comme un véritable « âge d'or », Israël s'est divisé, le culte de Dieu a été abandonné, les ennemis, si brillamment repoussés ou apaisés aux temps glorieux, infligent des défaites aussi ruineuses qu'humiliantes, tant au royaume d'Israël qu'à celui de Juda.
Si les premiers prophètes de l'ère post-davidique, comme Élie ont pour but essentiel de restaurer le culte du Nom, les prophètes ultérieurs comme Michée prophétisent un chef militaire, et Isaïe annonce la paix que ce chef apportera grâce à ses victoires : ce sera une paix mondiale, où l'on ne connaîtra plus la guerre, les ennemis « irréductibles » d'Israël ayant été anéantis, où la sagesse régnera en maîtresse tant sur le peuple d'Israël que sur les nations.
La dimension militaire s'atténue considérablement dans les prophéties d'Ézéchiel, déporté à Babylone, pour faire place à des prophéties fantastiques, où l'aspect apocalyptique devient beaucoup plus présent (voir Zacharie et Sophonie). Daniel voit même le Messie descendre des nuées (tandis que Zacharie le voit pauvre, montant un âne).
Le messianisme revient en force à l'époque hasmonéenne, où l'indépendance nationale semble plus proche que jamais. Il s'intensifie encore davantage lors de la domination romaine, car comment ne pas voir Magog (cf. infra) dans un tel fléau, d'ampleur mondiale qui plus est ? Ces conquêtes successives de la Judée par les Assyriens, les Grecs, les Romains, ainsi que l'Exil en Babylonie, ont engendré de nombreuses recherches (midrash), sur le Messie et les Temps messianiques, d'où un foisonnement de textes en hébreu et en grec (Apocalypses, Canons juif et chrétiens, apocryphes, livres intertestamentaires, manuscrits de la mer Morte etc.), qui déboucheront sur les « messianismes » juifs et arabes, par exemple avec les nazôréens, et sur le christianisme primitif : cependant, si c'est dans ce bouillonnement d'idées que vient Jésus, d'autres prétendants à la messianité, non moins déterminants pour l'histoire des Juifs, se lèveront, comme Judas ben Gamala ou Siméon bar Kokhba.

## Annonces prophétiques, opinions talmudiques et post-talmudiques
Voir Exigences textuelles
Le Talmud envisage (Sanhédrin 94a) que le monde que nous connaissons n'existera que pendant 6000 ans, à dater de la création du monde (selon le calendrier hébreu, la "fin des jours" serait donc pour l'an 2240 ap. J.-C.). Ces 6000 ans sont divisés en trois périodes : 2000 ans de tohu (cf. Gen 1:2, chaos, avant le don de la Torah), 2000 ans de Torah (du don de la Torah jusqu'à la destruction du Second Temple), 2000 ans de Temps messianiques. Le Talmud ajoute que, du fait des péchés d'Israël, les Temps messianiques sont retardés.

À noter que beaucoup d'opinions coexistent sur l'âge du monde : si certains courants ultra-orthodoxes veulent prendre la Torah au pied de la lettre, et se rapprochent des courants créationnistes, d'autres, notamment les Juifs libéraux et réformés, ainsi que certains chrétiens, dont l'Église catholique, pensent que les années de la Torah sont symboliques.
Le Talmud (Berakhot 34b) rapporte aussi une controverse opposant Rabbi Yohanan et Shmouel quant à la nature des événements. Pour Rabbi Yohanan, ce sera une ère de miracles quotidiens jamais vus, alors que Shmouel estime qu'il n'y aura aucune différence entre ce monde et le monde à venir, hormis l'asservissement d'Israël aux nations.
Cette controverse se poursuit chez les Rishonim : Maïmonide reprend l'opinion de Shmouel (cf. infra). Quant à la résurrection des morts, s'il l'affirme comme 13e principe, il pense que les ressuscités mourront pour renaître en esprits.
Le Rav Abraham ben David de Posquières, grand contradicteur de Maïmonide, prend la position de Rabbi Yohanan.
Nahmanide tentera de concilier ces approches en imaginant un monde spirituel, où esprit et matière ne font plus qu'un et où se réalisent les miracles décrits dans les prophéties, que Maïmonide tient pour pures allégories. 

### La guerre de Gog et Magog
La fin des temps verrait la guerre que mènera Magog et Gog contre Israël. L'identité précise de Gog et Magog n'est pas connue de nos jours. 
La bataille sera âpre avec de lourdes pertes dans les deux camps, mais Dieu interviendra et sauvera Israël. 

 Selon certains, Il appointera le Messie fils de Joseph (ou d'Éphraïm, ce qui revient au même), champion d'Israël qui repoussera l'armée de Magog, avant d'être terrassé par l'adversaire, à la suite de quoi viendra le Messie fils de David.

Gog vaincu, Dieu bannira le "mal" de l'existence humaine. Le monde à venir sera une ère de paix dans le monde, de sainteté, et de vie spirituelle intense, où Dieu Se dévoilera directement à tous.

### La résurrection des morts
De nombreux décisionnaires dont Maïmonide et le Rav Yossef Karo pensent que la résurrection ne fera pas immédiatement suite à la guerre de Gog et Magog, et que, de façon générale, on ignore tant l'ordre que la nature des choses et événements.

### Que se produira-t-il à la fin des temps?
Selon Maïmonide,
Les Temps messianiques auront lieu lorsque les Juifs recouvreront leur indépendance et retourneront tous en terre d'Israël. Le Messie sera un très grand roi, il accomplira de grands actes, et sa réputation parmi les nations [non-Juives] sera encore plus grande que celle du Roi Salomon. Sa grande droiture, et les miracles qu'il accomplira, seront cause que tous les peuples feront la paix avec lui [...] Rien ne changera aux Temps messianiques, à ceci près que les Juifs recouvreront leur indépendance. Riches et pauvres, forts et faibles existeront toujours. Cependant, il sera très facile de pourvoir à sa subsistance, et on pourra accomplir beaucoup avec peu d'efforts [...] Ce sera un temps où le nombre d'hommes sages augmentera [...] la guerre n'existera plus, et les nations ne brandiront plus l'épée l'une contre l'autre [...] L'Âge messianique sera éclairé par une communauté de justes, et dominé par la bonté et la sagesse. Il sera dirigé par le Mashia'h, un roi droit et honnête, éminent de sagesse, un roi droit et honnête, proche de Dieu. Ne crois pas que les voies du monde ou les lois de la nature seront changées, ce n'est pas vrai. Le monde continuera tel qu'il est. Le prophète Isaïe a prédit "Le loup vivra avec l'agneau, le lion dormira avec l'enfant." Ceci n'est cependant qu'une allégorie, signifiant que les Juifs vivront en sécurité, même avec les nations anciennement perverses. Toutes les nations retourneront à la vraie religion, et ne voleront ni n'opprimeront plus. (Mishné Torah, Hilkhot Melakhim chap. 12)
Maïmonide note que toutes les prophéties ayant trait au Messie sont allégoriques - ce n'est qu'aux Temps messianiques que nous connaîtrons la véritable signification de chaque allégorie et ce qu'elles nous enseignent. Nos Sages et prophètes n'ont pas désiré l'avènement des Temps messianiques dans le but de diriger le monde et de dominer les Gentils, la seule chose qu'ils voulaient était la liberté pour les Juifs de s'investir dans la Torah et sa sagesse.

### La venue d'Élie
Malachie (3:23) : "Voici, je vous enverrai Élie, le prophète, avant que le jour de l'Éternel arrive, ce jour grand et redoutable"
Selon la plupart des commentateurs (Talmud Erouvin), il s'écoulera 24 véritables heures entre la venue d'Élie, qui amènerait le Messie, et la venue effective du Messie. Selon Pessikta Rabbati (l'un des traités mineurs), il s'écoulerait 3 jours.
Cependant, selon le Talmud de Jérusalem, le Rambam et le Seder Olam le Messie précédera Élie.
Les Tossafot pensent qu'ils arriveront ensemble.
Un auteur a consacré plusieurs articles à l'examen des perceptions juive et chrétienne de la personne d'Élie le prophète et de son rôle eschatologique,,.
Selon certains rabbins, le Messie arrivera en l'an 6000 du calendrier hébraïque.

### Le Jour du jugement
Le Jour du jugement est principalement abordé par Sophonie (1:14-18)
Le grand jour de l'Éternel est proche, il est proche, il arrive en toute hâte; Le jour de l'Éternel fait entendre sa voix, et l'homme puissant pousse des cris amers.
Ce jour est un jour de fureur, un jour de détresse et d'angoisse, Un jour de ravage et de destruction, un jour de ténèbres et d'obscurité, un jour de nuées et de brouillards,
Un jour où retentiront le shophar et les cris de guerre contre les villes fortes et les tours élevées.
Je mettrai les hommes dans la détresse, et ils marcheront comme des aveugles, parce qu'ils ont péché contre l'Éternel; Je répandrai leur sang comme de la poussière, et leur chair comme de l'ordure.
Ni leur argent ni leur or ne pourront les délivrer, au jour de la fureur de l'Éternel; par le feu de sa jalousie tout le pays sera consumé; Car il détruira soudain tous les habitants du pays.
Ce serait donc un jour de ténèbres et de brouillard, où l'on sonnerait du shofar (Louis Segond traduit par "cor" ou "trompette") sur des villes accablées de terreur, un jour de destruction. 

#### Pour une lecture approfondie
- Œuvres du Rambam :
  - Mishné Torah, Hilkhot Melakhim, chap 11 et 12
  - Mishné Torah, Hilkhot Teshouva, chap 8 et 9
  - Epître sur la Résurrection
  - Epître du Yemen
- Sha'ar haGuemoul du Ramban
- Derekh Hachem du Ramhal

## Opinions actuelles

### Point de vue rabbinique
L'opinion rabbinique suit, dans ses grandes lignes, celle de Maïmonide (exposée plus haut)[réf. nécessaire]. Les juifs orthodoxes considèrent que ce qui est considéré comme une allégorie par Maïmonide ne l'est pas : la paix sera alors si profonde que même les animaux carnivores auront des rapports amicaux avec ceux dont autrefois ils pouvaient se nourrir. Toutefois, il considère qu'elle fut émise en un temps où la persécution des Juifs, pour être constante et parfois sanglante, n'avait pas atteint le niveau de radicalité de l'expulsion des juifs d'Espagne, de barbarie des tueries cosaques, ni de systématisation de l'extermination nazie. 
Ces événements entraînèrent, d'une part, les Juifs à renouer avec des idées exprimées dans le Talmud, comme les douleurs de l'enfantement du Messie (Hevlei Hamashia'h), de l'autre, à développer des explications plus mysticisantes à leur condition, comme celles proposées par Isaac Abravanel et Isaac Louria, de telles explications s'accompagnant d'espérances en l'âge miraculeux prédit par des prophètes, dont les prophéties ne furent pas prises au sens allégorique.

### Point de vue des Juifs "conservateurs"
Le judaïsme conservateur, courant hétérogène essentiellement américain comprenant, d'un côté, des "presque orthodoxes qui s'autorisent toutefois à ne pas considérer la Loi comme autorité absolument absolue", et de l'autre, des "libéraux souhaitant conserver quelques traditions" (d'où le nom américain de conservative), ne professe pas un seul point de vue, mais donne la liberté de choix à ses adhérents, de sorte que les uns se rallient aux idées traditionnelles, tandis que les autres penchent pour des interprétations plus progressistes :

« Nous ne savons pas quand le Messie viendra, ni s'il sera une personne humaine charismatique, ou le symbole de la rédemption de l'humanité des maux du monde. Par la doctrine d'une figure messianique, le judaïsme nous enseigne que chaque être humain doit vivre comme s'il ou elle a individuellement la responsabilité d'amener les temps messianiques. Au-delà de cela, nous faisons écho aux paroles de Maïmonide, basées sur celles du prophète Habaccuc (2:3), selon lesquelles, quand bien même il pourrait tarder, nous l'attendrons chaque jour. »

— Emet veEmounah , "manifeste" du judaïsme conservateur

### Point de vue des Juifs réformés
Le judaïsme réformé rejette l'idée d'un Messie qui dirigerait le monde, car aussi juste soit-il, il n'y aurait plus de véritable liberté de choix. L'idée de Temps messianique lui est moins incompatible, mais il le comprend moins comme un âge de miracles que comme une "utopie" à laquelle chaque Juif se doit de concourir.

« Choice is the underlying reason the Reform Movement gave up the need for and belief in a messiah who would one day bring judgment, and perhaps salvation, to the world. The fact that God imbues us with free choice mitigates the need for a messianic figure." »

— Schwartzman, 2004
(La faculté de choisir est la raison sous-tendant l'abandon par le Mouvement Réformé de la nécessité et la croyance en un messie qui apporterait un jour le jugement. Le fait que Dieu nous ait dotés du libre arbitre limite la nécessité d'une figure messianique.)

### Idées reconstructionnistes
Le judaïsme reconstructionniste rejette autant l'idée d'un Messie personnel envoyé par Dieu, que celle de Temps messianiques. Il enseigne toutefois que l'homme doit utiliser son pouvoir d'améliorer le monde, ce qui est assez similaire aux idées réformistes.

## Sources
Outre les textes mentionnés plus haut,
- « The Messiah as Eschatological King », sur livius.org
- « Eschatology », sur la Jewish Encyclopedia

 Cet article contient des extraits de la Jewish Encyclopedia de 1901–1906 dont le contenu se trouve dans le domaine public.